# Oberdorf (Nidwalden)
Oberdorf − miejscowość i gmina w środkowej Szwajcarii, w kantonie Nidwalden. 

## Demografia
W Oberdorfie mieszka 3 068 osób. W 2021 roku 8,3% populacji gminy stanowiły osoby urodzone poza Szwajcarią. 

## Transport
Przez teren gminy przebiega droga główna nr 374. 